# Liochthonius unilateralis
Liochthonius unilateralis är en kvalsterart som beskrevs av Hammer 1962. Liochthonius unilateralis ingår i släktet Liochthonius och familjen Brachychthoniidae. Inga underarter finns listade i Catalogue of Life.